# Festival de la Canción de San Remo 2022
El 72.º Festival de la Canción de Sanremo 2022 se llevó a cabo en el Teatro Ariston de la ciudad de San Remo, entre el 1 y el 5 de febrero de 2022.

## Formato

### Presentadores
Amadeus, en agosto de 2021, fue elegido por RAI para su tercera conducción del Festival de San Remo, llegado a su edición número 72. En enero de 2022 han sido desveladas las cinco presentadoras, una por cada noche, que irán a acompañar Amadeus: Ornella Muti, Lorena Cesarini, Drusilla Foer, Maria Chiara Giannetta y Sabrina Ferilli.

### Votación
Durante la celebración del festival fueron utilizados 3 métodos de votación distintos, que sirvieron para definir a los clasificados en las distintas rondas, y finalmente, al ganador del mismo:
- Televoto, a través de las llamadas desde números fijos y teléfonos móviles.
- Jurado de la prensa, compuesto por periodistas acreditados que se encontraban en la sala de prensa durante la celebración del concurso. Durante primera y segunda noche el jurado fue dividido en tres componentes, que votaron separadamente: jurado de la prensa y televisión, jurado de la web y jurado de la radio, cada con un peso de un tercero en la votación final.
- Jurado demoscópico, llamado Demoscopica 1000, integrado por un grupo de 1000 personas, quienes votaban desde sus casas a través de un sistema electrónico manejado por Ipsos.

Estos diferentes sistemas de votación tenían un peso distinto en la votación final de cada noche.

## Participantes
| Artista                                 | Última participación | Canción (Traducción)                                      | Compositor(es)                                                                   |
| --------------------------------------- | -------------------- | --------------------------------------------------------- | -------------------------------------------------------------------------------- |
| Achille Lauro feat. Harlem Gospel Choir | 2020 y Debutantes    | «Domenica» (Domingo)                                      | A. Lauro, S. P. Manzari, D. Petrella, M. Ciceroni, M. Cutolo, G. Calculli        |
| AKA 7even                               | Debutante            | «Perfetta così» (Perfecta así)                            | AKA 7even, V. Colella, M. E. Kleinschmidt, G. Vizzi, R. L. Patriarca             |
| Ana Mena                                | Debutante            | «Duecentomila ore» (Doscientas mil horas)                 | R. Hunt, F. Abbate, S. Tognini                                                   |
| Dargen D'Amico                          | Debutante            | «Dove si balla» (Donde se baila)                          | D. D'Amico, E. Roberts, G. Fazio, A. Bonomo                                      |
| Ditonellapiaga y Rettore                | Debutante y 1994     | «Chimica» (Química)                                       | Ditonellapiaga, Rettore, A. Casagni, B. Ventura, E. Castroni, V. Smordoni        |
| Elisa                                   | 2001                 | «O forse sei tu» (O tal vez eres tú)                      | Elisa, D. Petrella                                                               |
| Emma                                    | 2012                 | «Ogni volta è così» (Cada vez es así)                     | D. Petrella, Emma, D. Faini                                                      |
| Fabrizio Moro                           | 2018                 | «Sei tu» (Eres tú)                                        | F. Moro, R. Cardelli                                                             |
| Gianni Morandi                          | 2000                 | «Apri tutte le porte» (Abre todas las puertas)            | L. Jovanotti, R. Onori                                                           |
| Giovanni Truppi                         | Debutante            | «Tuo padre, mia madre, Lucia» (Tu padre, mi madre, Lucia) | G. Truppi, N. Contessa, Pacifico, M. Buccelli, G. Pallotti                       |
| Giusy Ferreri                           | 2017                 | «Miele» (Miel)                                            | D. Petrella, F. Abbate, F. Clemente, A. Merli                                    |
| Highsnob y Hu                           | Debutantes           | «Abbi cura di te» (Cuídate)                               | Highsnob, Hu, A. Moroni, F. De Marco, F. Musumeci                                |
| Irama                                   | 2021                 | «Ovunque sarai» (Donde sea que estés)                     | Irama, G. Nenna, Shablo, V. L. Faraone, G. Colonnelli                            |
| Iva Zanicchi                            | 2009                 | «Voglio amarti» (Quiero amarte)                           | E. Di Stefano, V. Mercurio, I. Ianne, C. Valli                                   |
| La Rappresentante di Lista              | 2021                 | «Ciao ciao»                                               | V. Lucchesi, D. Mangiaracina, R. Calabrese, R. Cammarata, C. Drago, S. Privitera |
| Le Vibrazioni                           | 2020                 | «Tantissimo» (Muchisimo)                                  | R. Casalino, F. Sarcina, N. Verrienti                                            |
| Mahmood y Blanco                        | 2019 y Debutante     | «Brividi» (Escalofríos)                                   | Mahmood, Blanco, Michelangelo                                                    |
| Massimo Ranieri                         | 1997                 | «Lettera di là dal mare» (Carta más allá del mar)         | F. Ilacqua                                                                       |
| Matteo Romano                           | Debutante            | «Virale» (Viral)                                          | M. Romano, A. La Cava, F. Rossi, D. Faini                                        |
| Michele Bravi                           | 2017                 | «Inverno dei fiori» (Invierno de las flores)              | A. A. Vella, M. Bravi, Cheope, F. Catitti, F. Abbate                             |
| Noemi                                   | 2021                 | «Ti amo non lo so dire» (Te amo no sé decirlo)            | A. La Cava, Mahmood, D. Faini                                                    |
| Rkomi                                   | Debutante            | «Insuperabile» (Insuperable)                              | Rkomi, A. La Cava, F. Catitti                                                    |
| Sangiovanni                             | Debutante            | «Farfalle» (Mariposas)                                    | Sangiovanni, A. La Cava, S. Tognini                                              |
| Tananai                                 | Debutante            | «Sesso occasionale» (Sexo ocasional)                      | Tananai, D. Simonetta, P. Antonacci, A. Raina                                    |
| Yuman                                   | Debutante            | «Ora e qui» (Ahora y aquí)                                | T. Di Giulio, F. Cataldo, Yuman                                                  |

## Celebración del festival

### Primera noche
Los primeros 12 participantes presentan su canción esta noche.
| Orden | Artista                                 | Canción                   | Votos primera noche              | Votos primera noche | Votos primera noche | Votos primera noche | Clasif. general |
| Orden | Artista                                 | Canción                   | Jurado de la prensa y televisión | Jurado de la web    | Jurado de la radio  | Posición            | Posición        |
| ----- | --------------------------------------- | ------------------------- | -------------------------------- | ------------------- | ------------------- | ------------------- | --------------- |
| 1     | Achille Lauro feat. Harlem Gospel Choir | Domenica                  | 9                                | 9                   | 5                   | 9                   | 16              |
| 2     | Yuman                                   | Ora e qui                 | 10                               | 11                  | 11                  | 11                  | 23              |
| 3     | Noemi                                   | Ti amo, non lo so dire    | 8                                | 7                   | 4                   | 6                   | 12              |
| 4     | Gianni Morandi                          | Apri tutte le porte       | 5                                | 5                   | 2                   | 4                   | 5               |
| 5     | La Rappresentante di Lista              | Ciao ciao                 | 1                                | 2                   | 3                   | 2                   | 3               |
| 6     | Michele Bravi                           | Inverno dei fiori         | 6                                | 6                   | 10                  | 7                   | 14              |
| 7     | Massimo Ranieri                         | Lettera al di là del mare | 4                                | 4                   | 8                   | 5                   | 8               |
| 8     | Mahmood y Blanco                        | Brividi                   | 2                                | 1                   | 1                   | 1                   | 2               |
| 9     | Ana Mena                                | Duecentomila ore          | 12                               | 12                  | 12                  | 12                  | 25              |
| 10    | Rkomi                                   | Insuperabile              | 7                                | 8                   | 9                   | 8                   | 15              |
| 11    | Dargen D'Amico                          | Dove si balla             | 3                                | 3                   | 6                   | 3                   | 4               |
| 12    | Giusy Ferreri                           | Miele                     | 11                               | 10                  | 7                   | 10                  | 19              |

Durante la gala actuó el grupo Måneskin con la canción Zitti e buoni con la que ganaron el festival el año pasado.

### Segunda noche
Los 13 participantes restantes presentan su canción esta noche.
| Orden | Artista                  | Canción                     | Votos primera noche              | Votos primera noche | Votos primera noche | Votos primera noche | Clasif. general |
| Orden | Artista                  | Canción                     | Jurado de la prensa y televisión | Jurado de la web    | Jurado de la radio  | Total               | Posición        |
| ----- | ------------------------ | --------------------------- | -------------------------------- | ------------------- | ------------------- | ------------------- | --------------- |
| 1     | Sangiovanni              | Farfalle                    | 7                                | 5                   | 4                   | 7                   | 13              |
| 2     | Giovanni Truppi          | Tuo padre, mia madre, Lucia | 4                                | 7                   | 11                  | 6                   | 11              |
| 3     | Le Vibrazioni            | Tantissimo                  | 12                               | 11                  | 9                   | 12                  | 22              |
| 4     | Emma                     | Ogni volta è così           | 3                                | 3                   | 2                   | 2                   | 6               |
| 5     | Matteo Romano            | Virale                      | 9                                | 10                  | 6                   | 8                   | 17              |
| 6     | Iva Zanicchi             | Voglio amarti               | 10                               | 9                   | 12                  | 10                  | 20              |
| 7     | Ditonellapiaga y Rettore | Chimica                     | 2                                | 6                   | 2                   | 2                   | 7               |
| 8     | Elisa                    | O forse sei tu              | 1                                | 1                   | 1                   | 1                   | 1               |
| 9     | Fabrizio Moro            | Sei tu                      | 5                                | 5                   | 5                   | 5                   | 10              |
| 10    | Tananai                  | Sesso occasionale           | 13                               | 13                  | 13                  | 13                  | 24              |
| 11    | Irama                    | Ovunque sarai               | 6                                | 4                   | 3                   | 4                   | 9               |
| 12    | Aka 7even                | Perfetta così               | 11                               | 12                  | 9                   | 11                  | 21              |
| 13    | Highsnob y Hu            | Abbi cura di te             | 8                                | 8                   | 8                   | 9                   | 18              |

##### Clasificación provisional de la sección Campioni
| Artista                                 | Canción                     | Votación conjunta (1.ª y 2.ª noches) |
| Artista                                 | Canción                     | Posición                             |
| --------------------------------------- | --------------------------- | ------------------------------------ |
| Elisa                                   | O forse sei tu              | 1                                    |
| Mahmood y Blanco                        | Brividi                     | 2                                    |
| La Rappresentante di Lista              | Ciao ciao                   | 3                                    |
| Dargen D'Amico                          | Dove si balla               | 4                                    |
| Gianni Morandi                          | Apri tutte le porte         | 5                                    |
| Emma                                    | Ogni volta è così           | 6                                    |
| Ditonellapiaga y Rettore                | Chimica                     | 7                                    |
| Massimo Ranieri                         | Lettera al di là del mare   | 8                                    |
| Irama                                   | Ovunque sarai               | 9                                    |
| Fabrizio Moro                           | Sei tu                      | 10                                   |
| Giovanni Truppi                         | Tuo padre, mia madre, Lucia | 11                                   |
| Noemi                                   | Ti amo, non lo so dire      | 12                                   |
| Sangiovanni                             | Farfalle                    | 13                                   |
| Michele Bravi                           | Inverno dei fiori           | 14                                   |
| Rkomi                                   | Insuperabile                | 15                                   |
| Achille Lauro feat. Harlem Gospel Choir | Domenica                    | 16                                   |
| Matteo Romano                           | Virale                      | 17                                   |
| Highsnob y Hu                           | Abbi cura di te             | 18                                   |
| Giusy Ferreri                           | Miele                       | 19                                   |
| Iva Zanicchi                            | Voglio amarti               | 20                                   |
| Aka 7even                               | Perfetta così               | 21                                   |
| Le Vibrazioni                           | Tantissimo                  | 22                                   |
| Yuman                                   | Ora e qui                   | 23                                   |
| Tananai                                 | Sesso occasionale           | 24                                   |
| Ana Mena                                | Duecentomila ore            | 25                                   |

### Tercera noche
Los 25 concursantes han vuelto a presentar su canción candidata. Por primera vez en el festival, el 100% de los votos registrados durante la gala procederían del televoto.
| Orden | Artista                                 | Canción                     | Votación tercera noche   | Votación tercera noche | Votación tercera noche | Votación tercera noche | Clasif. general |
| Orden | Artista                                 | Canción                     | Jurado demoscópico (50%) | Televoto (50%)         | Televoto (50%)         | Total                  | Clasif. general |
| Orden | Artista                                 | Canción                     | Jurado demoscópico (50%) | %                      | Posición               | Total                  | Posición        |
| ----- | --------------------------------------- | --------------------------- | ------------------------ | ---------------------- | ---------------------- | ---------------------- | --------------- |
| 1     | Giusy Ferreri                           | Miele                       | 20                       | 0,78%                  | 22                     | 23                     | 21              |
| 2     | Highsnob y Hu                           | Abbi cura di te             | 21                       | 1,03%                  | 19                     | 19                     | 20              |
| 3     | Fabrizio Moro                           | Sei tu                      | 8                        | 4,34%                  | 6                      | 7                      | 8               |
| 4     | Aka 7even                               | Perfetta così               | 16                       | 3,50%                  | 10                     | 10                     | 13              |
| 5     | Massimo Ranieri                         | Lettera di là dal mare      | 11                       | 4,25%                  | 7                      | 8                      | 7               |
| 6     | Dargen D'Amico                          | Dove si balla               | 9                        | 3,06%                  | 11                     | 11                     | 10              |
| 7     | Irama                                   | Ovunque sarai               | 5                        | 8,48%                  | 3                      | 4                      | 4               |
| 8     | Ditonellapiaga y Rettore                | Chimica                     | 14                       | 2,07%                  | 15                     | 13                     | 12              |
| 9     | Michele Bravi                           | Inverno dei fiori           | 12                       | 4,16%                  | 8                      | 9                      | 11              |
| 10    | Rkomi                                   | Insuperabile                | 22                       | 2,38%                  | 13                     | 15                     | 16              |
| 11    | Mahmood y Blanco                        | Brividi                     | 2                        | 24,90%                 | 1                      | 1                      | 1               |
| 12    | Gianni Morandi                          | Apri tutte le porte         | 3                        | 9,60%                  | 2                      | 2                      | 3               |
| 13    | Tananai                                 | Sesso occasionale           | 25                       | 0,56%                  | 25                     | 25                     | 25              |
| 14    | Elisa                                   | O forse sei tu              | 1                        | 8,49%                  | 4                      | 3                      | 2               |
| 15    | La Rappresentante di Lista              | Ciao ciao                   | 7                        | 2,64%                  | 12                     | 12                     | 9               |
| 16    | Iva Zanicchi                            | Voglio amarti               | 18                       | 1,52%                  | 17                     | 18                     | 18              |
| 17    | Achille Lauro feat. Harlem Gospel Choir | Domenica                    | 17                       | 2,16%                  | 14                     | 14                     | 14              |
| 18    | Matteo Romano                           | Virale                      | 13                       | 1,81%                  | 16                     | 16                     | 17              |
| 19    | Ana Mena                                | Duecentomila ore            | 24                       | 1,14%                  | 18                     | 21                     | 24              |
| 20    | Sangiovanni                             | Farfalle                    | 10                       | 5,81%                  | 5                      | 5                      | 5               |
| 21    | Emma                                    | Ogni volta è così           | 4                        | 4,06%                  | 9                      | 6                      | 6               |
| 22    | Yuman                                   | Ora e qui                   | 19                       | 0,75%                  | 23                     | 22                     | 23              |
| 23    | Le Vibrazioni                           | Tantissimo                  | 15                       | 0,57%                  | 24                     | 20                     | 22              |
| 24    | Giovanni Truppi                         | Tuo padre, mia madre, Lucia | 23                       | 0,96%                  | 21                     | 24                     | 19              |
| 25    | Noemi                                   | Ti amo non lo so dire       | 6                        | 0,98%                  | 20                     | 17                     | 15              |

### Cuarta noche
En la penúltima gala, los concursantes contaron con la colaboración de un artista externo al festival (algunos decidieron actuar en solitario) para versionar una canción del siglo XX escogida por ellos mismos. El medley interpretado por Gianni Morandi y su compañero Lorenzo Jovanotti fue elegida como la mejor actuación de la noche, seguidos del dúo conformado por Mahmood y Blanco con Il cielo in una stanza, y con Elisa y la bailarina invitada Elena D'Amario con What a feeling cerrando el podio.
| Orden | Artista - Invitado                                               | Canción (Intérprete original - Año)                              | Votación cuarta noche    | Votación cuarta noche     | Votación cuarta noche | Votación cuarta noche | Votación cuarta noche | Clasif. general |
| Orden | Artista - Invitado                                               | Canción (Intérprete original - Año)                              | Jurado demoscópico (33%) | Jurado de la prensa (33%) | Televoto (34%)        | Televoto (34%)        | Total                 | Posición        |
| Orden | Artista - Invitado                                               | Canción (Intérprete original - Año)                              | Jurado demoscópico (33%) | Jurado de la prensa (33%) | %                     | Posición              | Total                 | Posición        |
| ----- | ---------------------------------------------------------------- | ---------------------------------------------------------------- | ------------------------ | ------------------------- | --------------------- | --------------------- | --------------------- | --------------- |
| 1     | Noemi                                                            | (You Make Me Feel Like) A Natural Woman (Aretha Franklin - 1967) | 6                        | 7                         | 2,01%                 | 15                    | 11                    | 15              |
| 2     | Giovanni Truppi - Vinicio Capossela y Mauro Pagani               | Nella mia ora di libertà (Fabrizio De André - 1973)              | 23                       | 11                        | 2,66%                 | 11                    | 15                    | 18              |
| 3     | Yuman - Rita Marcotulli                                          | My Way (Frank Sinatra - 1969)                                    | 20                       | 21                        | 1,43%                 | 18                    | 20                    | 21              |
| 4     | Le Vibrazioni - Sophie and the Giants y Giuseppe Vessicchio      | Live and Let Die (Paul McCartney - 1973)                         | 15                       | 14                        | 0,89%                 | 22                    | 18                    | 20              |
| 5     | Sangiovanni - Fiorella Mannoia                                   | A muso duro (Pierangelo Bertoli - 1979)                          | 11                       | 13                        | 8,75%                 | 4                     | 4                     | 5               |
| 6     | Emma - Francesca Michielin                                       | ...Baby One More Time (Britney Spears - 1998)                    | 5                        | 7                         | 6,37%                 | 5                     | 5                     | 6               |
| 7     | Gianni Morandi - Jovanotti                                       | Medley                                                           | 2                        | 2                         | 19,18%                | 1                     | 1                     | 2               |
| 8     | Elisa - Elena D'Amario                                           | What a Feelin' (Irene Cara - 1983)                               | 1                        | 1                         | 10,32%                | 3                     | 3                     | 3               |
| 9     | Achille Lauro - Loredana Bertè                                   | Sei bellissima (Loredana Bertè - 1975)                           | 8                        | 5                         | 4,68%                 | 7                     | 6                     | 11              |
| 10    | Matteo Romano - Malika Ayane                                     | Your Song (Elton John - 1970)                                    | 4                        | 7                         | 4,22%                 | 8                     | 7                     | 12              |
| 11    | Irama - Gianluca Grignani                                        | La mia storia tra le dita (Gianluca Grignani - 1994)             | 12                       | 18                        | 5,28%                 | 6                     | 8                     | 4               |
| 12    | Ditonellapiaga y Rettore                                         | Nessuno mi può giudicare (Caterina Caselli - 1966)               | 16                       | 19                        | 1,07%                 | 21                    | 19                    | 16              |
| 13    | Iva Zanicchi                                                     | Canzone (Milva - 1968)                                           | 14                       | 12                        | 1,93%                 | 16                    | 16                    | 17              |
| 14    | Ana Mena - Rocco Hunt                                            | Medley                                                           | 19                       | 24                        | 1,70%                 | 17                    | 21                    | 24              |
| 15    | La Rappresentante di Lista - Cosmo, Margherita Vicario y Ginevra | Be My Baby (The Ronettes - 1963)                                 | 10                       | 3                         | 2,49%                 | 12                    | 9                     | 7               |
| 16    | Massimo Ranieri - Nek                                            | Anna verrà (Pino Daniele - 1989)                                 | 13                       | 6                         | 2,30%                 | 13                    | 12                    | 8               |
| 17    | Michele Bravi                                                    | Io vorrei... non vorrei... ma se vuoi (Lucio Battisti - 1972)    | 21                       | 17                        | 2,81%                 | 9                     | 14                    | 10              |
| 18    | Mahmood y Blanco                                                 | Il cielo in una stanza (Gino Paoli - 1960)                       | 3                        | 4                         | 13,33%                | 2                     | 2                     | 1               |
| 19    | Rkomi - Calibro 35                                               | Medley Vasco '80                                                 | 25                       | 23                        | 1,18%                 | 20                    | 24                    | 19              |
| 20    | Aka 7even - Arisa                                                | Cambiare (Alex Baroni - 1997)                                    | 7                        | 10                        | 2,67%                 | 10                    | 10                    | 14              |
| 21    | Highsnob y Hu - Mr. Rain                                         | Mi sono innamorato di te (Luigi Tenco - 1962)                    | 22                       | 20                        | 0,55%                 | 23                    | 22                    | 22              |
| 22    | Dargen D'Amico                                                   | La bambola (Patty Pravo - 1968)                                  | 18                       | 14                        | 1,26%                 | 19                    | 17                    | 13              |
| 23    | Giusy Ferreri - Andy dei Bluvertigo                              | Io vivrò (senza te) (Lucio Battisti - 1968)                      | 17                       | 22                        | 0,37%                 | 24                    | 23                    | 23              |
| 24    | Fabrizio Moro                                                    | Uomini soli (Pooh - 1990)                                        | 9                        | 16                        | 2,22%                 | 14                    | 13                    | 9               |
| 25    | Tananai - Rosa Chemical                                          | A far l'amore comincia tu (Raffaella Carrà - 1976)               | 24                       | 25                        | 0,35%                 | 25                    | 25                    | 25              |

### Quinta noche
En el transcurso de la noche final se actuaron nuevamente los 25 participantes de la sección "Campioni" con sus canciones en competición.
Las votaciones tuvieron lugar con el televoto, que determinó la clasificación definitiva de la cuarta a la vigésima posición.

De igual modo hubo una nueva ronda de votaciones con un sistema mixto compuesto del jurado demoscópico (33%), del jurado de prensa (33%) y del televoto (34%) para los primeros tres clasificados (donde no será tenido en cuenta el voto precedente) y a continuación fue decretada la canción ganadora del Festival.
| Orden | Artista                                 | Canción                     | Votación quinta noche | Votación quinta noche | Clasif. general |
| Orden | Artista                                 | Canción                     | Televoto              | Televoto              | Clasif. general |
| Orden | Artista                                 | Canción                     | %                     | Posición              | Clasif. general |
| ----- | --------------------------------------- | --------------------------- | --------------------- | --------------------- | --------------- |
| 1     | Matteo Romano                           | Virale                      | 3,43%                 | 10                    | 11              |
| 2     | Giusy Ferreri                           | Miele                       | 0,43%                 | 24                    | 23              |
| 3     | Rkomi                                   | Insuperabile                | 1,62%                 | 15                    | 17              |
| 4     | Iva Zanicchi                            | Voglio amarti               | 1,18%                 | 18                    | 18              |
| 5     | Aka 7even                               | Perfetta così               | 2,15%                 | 13                    | 13              |
| 6     | Massimo Ranieri                         | Lettera di là dal mare      | 3,45%                 | 9                     | 8               |
| 7     | Noemi                                   | Ti amo non lo so dire       | 1,25%                 | 16                    | 15              |
| 8     | Fabrizio Moro                           | Sei tu                      | 2,55%                 | 12                    | 12              |
| 9     | Dargen D'Amico                          | Dove si balla               | 3,72%                 | 7                     | 9               |
| 10    | Elisa                                   | O forse sei tu              | 10,69%                | 4                     | 3               |
| 11    | Irama                                   | Ovunque sarai               | 12,04%                | 3                     | 4               |
| 12    | Michele Bravi                           | Inverno dei fiori           | 3,11%                 | 11                    | 10              |
| 13    | La Rappresentante di Lista              | Ciao ciao                   | 3,99%                 | 6                     | 7               |
| 14    | Emma                                    | Ogni volta è così           | 3,70%                 | 8                     | 6               |
| 15    | Mahmood y Blanco                        | Brividi                     | 21,18%                | 1                     | 1               |
| 16    | Highsnob y Hu                           | Abbi cura di te             | 0,77%                 | 21                    | 20              |
| 17    | Sangiovanni                             | Farfalle                    | 5,88%                 | 5                     | 5               |
| 18    | Gianni Morandi                          | Apri tutte le porte         | 12,65%                | 2                     | 2               |
| 19    | Ditonellapiaga y Rettore                | Chimica                     | 1,19%                 | 17                    | 16              |
| 20    | Yuman                                   | Ora e qui                   | 0,66%                 | 22                    | 21              |
| 21    | Achille Lauro feat. Harlem Gospel Choir | Domenica                    | 1,73%                 | 14                    | 14              |
| 22    | Ana Mena                                | Duecentomila ore            | 0,89%                 | 19                    | 24              |
| 23    | Tananai                                 | Sesso occasionale           | 0,48%                 | 23                    | 25              |
| 24    | Giovanni Truppi                         | Tuo padre, mia madre, Lucia | 0,83%                 | 20                    | 19              |
| 25    | Le Vibrazioni                           | Tantissimo                  | 0,41%                 | 25                    | 22              |

#### Final a 3
| Orden | Artista          | Canción             | Votación quinta noche  | Votación quinta noche | Votación quinta noche | Votación quinta noche | Clasif. general | Clasif. general |
| Orden | Artista          | Canción             | Jur. demoscópico (33%) | Jur. prensa (33%)     | Televoto (34%)        | Televoto (34%)        | %               | Posición        |
| Orden | Artista          | Canción             | Jur. demoscópico (33%) | Jur. prensa (33%)     | %                     | Posición              | %               | Posición        |
| ----- | ---------------- | ------------------- | ---------------------- | --------------------- | --------------------- | --------------------- | --------------- | --------------- |
| 1     | Elisa            | O forse sei tu      | 2                      | 2                     | 21,95%                | 3                     | 26,33%          | 2               |
| 2     | Gianni Morandi   | Apri tutte le porte | 3                      | 3                     | 23,79%                | 2                     | 21,90%          | 3               |
| 3     | Mahmood y Blanco | Brividi             | 1                      | 1                     | 54,26%                | 1                     | 51,77%          | 1               |